# Dyleňský les
Der Dyleňský les (deutsch: Tillenberger Wald) ist eine Untereinheit der geomorphologischen Haupteinheit Český les (Böhmischer Wald) nach tschechischem System.
Geomorphologische Einteilung Tschechiens mit Haupteinheit Český les (rot markiert)

## Lage und Ausdehnung
Der Dyleňský les liegt westlich von Mariánské Lázně an der tschechisch-deutschen Grenze und umfasst ein Gebiet zwischen Cheb, Mariánské Lázně und Tachov. Die höchste Erhebung ist der Dyleň mit 939 m.n.m.
Gegen Norden schließt sich das Chebská pahorkatina (Egerer Hügelland) bei Cheb an, eine Untereinheit des Smrčiny (Fichtelgebirge). Weitere Anrainer sind Čerchovský les (Schwarzkopfer Bergland), Kateřinská kotlina (Katharinenbacher Becken) und Přimdský les (Pfraumberger Wald).
Untereinheiten des Dyleňský les bilden die Žďárská vrchovina (Brander Bergland), die Tišinská vrchovina (Ruher Bergland), die Třísekerská pahorkatina (Dreihackener Hügelland) und die Dyleňská hornatina (Tillenberger Hochland).

## Geomorphologische Klassifizierung
- System: Hercynisch
- Untersystem: Hercynisches Gebirge
- Hauptgruppe: Böhmische Masse (Česká vysočina)
- Untergruppe: Böhmerwald-Subprovinz (Šumavská subprovincie)
- Provinz: Oberpfälzerwald-Gebiet (Českoleská Oblast)
- Haupteinheit: Oberpfälzer Wald (Český les) (I1A-1)
- Untereinheit: Tillenberger Wald (Dyleňský les)
- Bezirke: Žďárská vrchovina, Tišinská vrchovina, Třísekerská pahorkatina und Dyleňská hornatina